# Senior Labour Inspectors Committee
Das Senior Labour Inspectors Committee (SLIC) ist ein Ausschuss der höheren Arbeitsaufsichtsbeamten der Europäischen Union, der das Gemeinschaftsrecht zu Sicherheit und Gesundheitsschutz am Arbeitsplatz (Richtlinie 89/391/EWG) durch die Mitgliedstaaten durchsetzen soll.
1982 gegründet, soll er die Europäische Kommission bei der Überwachung der Durchsetzung der EU-Gesetzgebung auf lokaler Ebene unterstützen. Mit Beschluss 95/319/EG der Kommission erhielt er 1995 formellen Status, verbunden mit dem Auftrag, gegenüber der Kommission auf Anforderung oder aus eigenem Antrieb Stellungnahmen abzugeben.
Oberstes Ziel des Ausschusses ist es, gemeinsame Prinzipien auf dem Gebiet der Arbeitsaufsicht in Bezug auf die Sicherheit und Gesundheit am Arbeitsplatz zu erreichen. So z. B. in den Bereichen Überprüfung (Verfügbarkeit wirkungsvoller Sanktionen) und Vorbeugung (Verfügbarkeit eines breiten Spektrums an technischen Fachkenntnissen) wie auch Aufbau einer aktiven Zusammenarbeit mit den Arbeitsaufsichtsbehörden in Drittstaaten.
Der Ausschuss besteht aus der Kommission sowie einem Vertreter der Arbeitsaufsicht jedes EU-Mitgliedstaates. Er tritt alle sechs Monate zu einer Sitzung zusammen, die in dem EU-Mitgliedstaat stattfindet, der den EU-Vorsitz innehat.